# Douadic
Douadic är en kommun i departementet Indre i regionen Centre-Val de Loire i de centrala delarna av Frankrike. Kommunen ligger i kantonen Le Blanc som tillhör arrondissementet Le Blanc. År 2022 hade Douadic 473 invånare.

## Befolkningsutveckling
Antalet invånare i kommunen Douadic
Referens:INSEE